# Kaiserslautern Military Community
Als Kaiserslautern Military Community (KMC) wird die Gesamtheit der Einrichtungen der US-amerikanischen Streitkräfte (United States Army und United States Air Force) in und um Kaiserslautern bezeichnet. Mit rund 40.000 US-Militärangehörigen (Stand: 2020) bildet die KMC weltweit den größten US-Militärstützpunkt außerhalb der Vereinigten Staaten. Zum Stand 30. September 2010 lag der jährliche Beitrag der KMC zur lokalen Wirtschaft bei 2,07 Milliarden US-Dollar.

## Wesentliche militärische Einrichtungen
Zu den wesentlichen militärischen Einrichtungen innerhalb der Kaiserslautern Military Community (KMC) gehören im Bereich der Army das Kaiserslautern Army Depot, die Daenner-Kaserne, die Kleber-Kaserne und die Panzer-Kaserne in Kaiserslautern, Sembach Annex, das Miesau Army Depot (Bruchmühlbach-Miesau) und das US Army Medical Materiel Center, Europe in Pirmasens. Von 1946 bis 1976 gehörte auch die Husterhoeh-Kaserne zur KMC.
Die Air Force hält die Einrichtungen Warrior Preparation Center in Einsiedlerhof, Rhine Ordnance Barracks, Kapaun Air Station  und Pulaski-Barracks in Kaiserslautern und die Ramstein Air Base (Ramstein-Miesenbach).
Die Army betreibt überdies noch das Landstuhl Regional Medical Center. Hinzu kommt noch die Housing Area in Vogelweh.

## Militärische Bedeutung
Waren früher in und um Kaiserslautern auch viele Kampfeinheiten der US-Streitkräfte stationiert, so hat sich die Rolle der KMC zwischenzeitlich hin zum wichtigsten Logistikstützpunkt außerhalb der USA entwickelt. Über die Ramstein Air Base wird der Großteil der Logistik der US-Streitkräfte für die Einsätze beispielsweise im Irak oder in Afghanistan abgewickelt. Infolgedessen sind in Kaiserslautern zwischenzeitlich primär Logistik- und Unterstützungseinheiten stationiert.
Das Landstuhl Regional Medical Center als größtes US-Militärhospital außerhalb der USA ist unter anderem zentraler Anlaufort für die Behandlung von Soldaten, die während ihres Einsatzes in Irak oder in Afghanistan verwundet wurden.

## Infrastruktur
Über die rein militärischen Einrichtungen hinaus umfasst die KMC eine umfangreiche Infrastruktur für die in Kaiserslautern und Umgebung lebenden US-Bürger. Hierzu gehören eigene Wohnsiedlungen (z. B. Vogelweh), Läden, Freizeit- und Sporteinrichtungen, Restaurants, aber auch eine eigene Polizei und Feuerwehr. Die Schulen sind dem Department of Defense Dependents Schools unterstellt.
Auf der Ramstein Air Base wurde im Oktober 2009 das Kaiserslautern Military Community Center eingeweiht, in welchem Einkaufs- und Freizeitmöglichkeiten gebündelt werden sollen. Der AAFES-Store innerhalb des KMCC ist mit rund 50.000 m² Fläche die derzeit größte AAFES-Anlage weltweit.